# Pronto (Snoop Dogg)
Pronto è un brano musicale del rapper statunitense Snoop Dogg, pubblicato come secondo singolo estratto dall'album Malice n Wonderland. Il brano figura il featuring del rapper Soulja Boy Tell 'Em.

## Tracce
Download digitale
1. Pronto - 4:57